# Zosterops fuscicapilla
Zosterops fuscicapilla là một loài chim trong họ Zosteropidae.